# Lessard-en-Bresse
Lessard-en-Bresse ist eine französische Gemeinde mit 562 Einwohnern (Stand: 1. Januar 2022) im Département Saône-et-Loire in der Region Bourgogne-Franche-Comté. Sie gehört zum Arrondissement Louhans und zum Kanton Ouroux-sur-Saône (bis 2015 zum aufgelösten Kanton Saint-Germain-du-Plain). Die Einwohner der Gemeinde werden Lessardiens, resp. Lessariennes genannt.

## Geografie

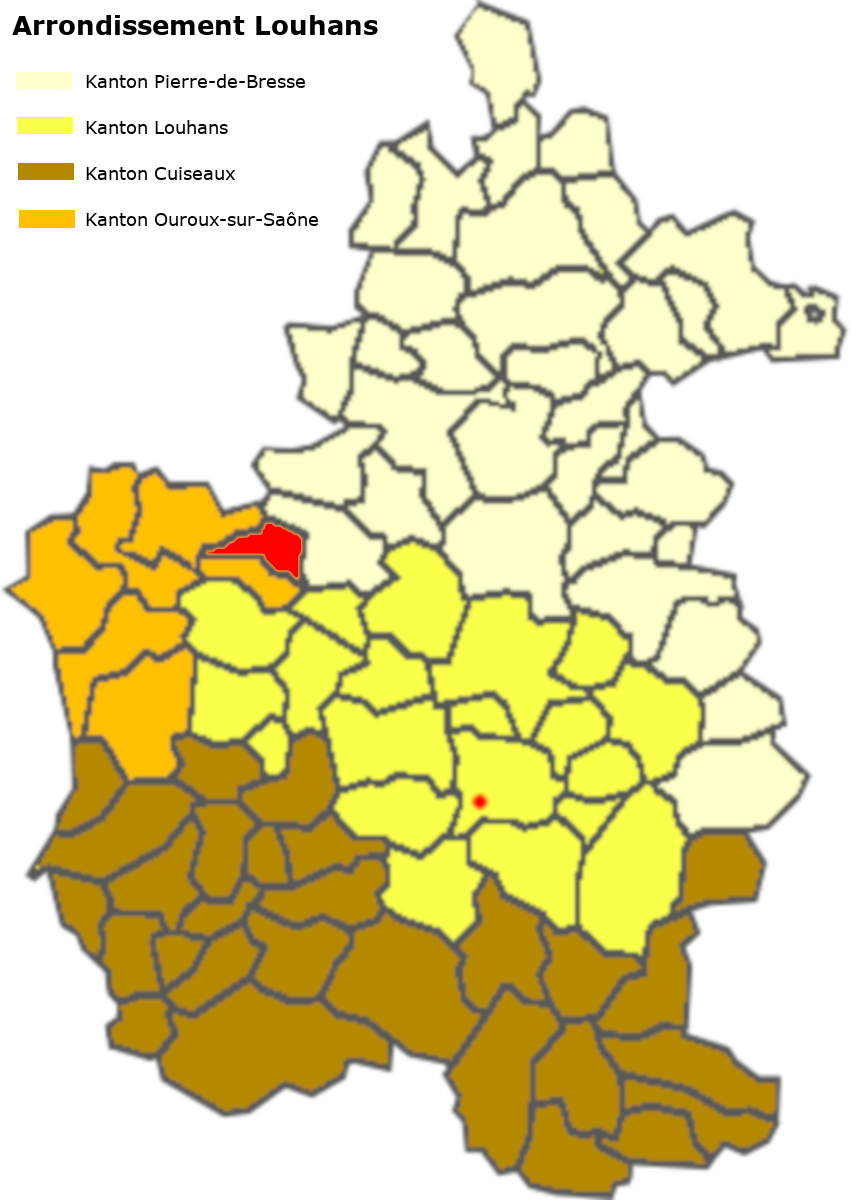
Lage der Gemeinde im Arrondissement Louhans

Die Gemeinde liegt in der Landschaft der Bresse etwa 18 Kilometer östlich von Chalon-sur-Saône und 17 Kilometer nordwestlich von Louhans. Sie liegt im Westen des Arrondissement Louhans und wurde diesem bei der Neuordnung der Arrondissements im Jahr 2017 zugewiesen. 2015 wurden auch die Cantons neu geregelt und die Gemeinde gehört heute zum Canton d’Ouroux-sur-Saône, der frühere Canton de Saint-Germain-du-Plain wurde aufgelöst.
Die Gemeinde hat ihre größte Ausdehnung in West-Ost-Richtung, wobei sich die Siedlungsgebiete auf den Bourg und seine nähere Umgebung konzentrieren.
Im nördlichen Teil des Gemeindegebiets vereinen sich der Bief du Moulin du Verger und der Bief du Moulin de la Grognette zum Quellfluss der Tenarre, die nach Süden verläuft, um in die Saône zu münden.
Von Westen her führt die Departementsstraße D678 von L’Abergement-Sainte-Colombe nach Thurey durch den Ort. Etwas westlich des Bourg kreuzt sie die Departementsstraße D162, die von Villegaudin im Norden nach Tronchy im Süden führt.
Das Gemeindegebiet ist nur schwach bewaldet und ist vor allem von Ackerbau geprägt. Lediglich nördlich des Bourg und ganz im Westen der Gemeinde finden sich kleinere, zusammenhängende Waldflächen. Zur Gemeinde gehören folgende Weiler und Fluren: Bief-de-Brachin (Gewässer), Champ-Boulet, les Champs, la Chapelle, la Forêt, le Glapier, la Mare, les Mottes, Bief du Moulin-de-Verger (Gewässer), Pont-Libeaux, Quatre-Chemins, les Radreaux, le Rougeot, la Tenarre (Gewässer), la Troche,   les Vernes.

### Klima
Das Klima in Lessard-en-Bresse ist warm und gemäßigt. Es gibt das ganze Jahr über deutliche Niederschläge, selbst der trockenste Monat weist noch hohe Niederschlagsmengen auf. Die Klassifikation des Klimas nach Köppen und Geiger ist Cfb ((Gemäßigtes) Ozeanklima). Die Temperatur liegt im Jahresdurchschnitt bei 12,0 °C. Der wärmste Monat ist der Juli mit einer Durchschnittstemperatur von 21,2 °C, der kälteste der Januar mit 3,3 °C. Über ein Jahr verteilt summieren sich die Niederschläge auf 1055 mm, dabei ist der November mit 113 mm der niederschlagsreichste, während März als trockenster Monat 73 mm aufweist. Über das ganze Jahr werden etwa 2700 Sonnenstunden gezählt.
|                        | Jan | Feb | Mär  | Apr  | Mai  | Jun  | Jul  | Aug  | Sep  | Okt  | Nov  | Dez |   |      |
| Mittl. Temperatur (°C) | 3,3 | 4,0 | 7,6  | 11,2 | 15,1 | 19,2 | 21,2 | 20,8 | 17,0 | 12,9 | 7,4  | 4,1 | ⌀ | 12   |
| Mittl. Tagesmax. (°C)  | 6,2 | 7,7 | 12,0 | 15,8 | 19,4 | 23,9 | 25,9 | 25,6 | 21,5 | 17,0 | 10,5 | 6,9 | ⌀ | 16,1 |
| Mittl. Tagesmin. (°C)  | 0,7 | 0,7 | 3,3  | 6,4  | 10,3 | 14,2 | 16,2 | 15,9 | 12,8 | 9,3  | 4,5  | 1,6 | ⌀ | 8    |
|                        |     |     |      |      |      |      |      |      |      |      |      |     |   |      |
| Niederschlag (mm)      | 89  | 75  | 73   | 88   | 96   | 78   | 75   | 79   | 88   | 103  | 113  | 98  | Σ | 1055 |

| 0,7 |

| 0,7 |

| 3,3 |

| 6,4 |

| 10,3 |

| 14,2 |

| 16,2 |

| 15,9 |

| 12,8 |

| 9,3 |

| 4,5 |

| 1,6 |

| 0,7 |

| 0,7 |

| 3,3 |

| 6,4 |

| 10,3 |

| 14,2 |

| 16,2 |

| 15,9 |

| 12,8 |

| 9,3 |

| 4,5 |

| 1,6 |

## Toponymie
Eine erste Erwähnung des Ortes erfolgt im Jahre 1090, in den Büchern des Klosters Saint-Marcel, wird Brinceldus de Ezsarto erwähnt. Offensichtlich geht der Ortsname auf eine Person zurück, deren Name in den Quellen verschiedene Veränderungen erfährt, über Exarto (1203), Leyssart (schon 1206), Laissart (1212). Schließlich wird aus dem Familiennamen ein Ortsname, der Ort wird zu Essartum in Brixia (1252), ab der Mitte des 15. Jahrhunderts bleibt der Ortsname in verschiedenen Schreibweisen, aber immer mit dem Zusatz en Bresse. Seit 1844 hat der Ort seine Schreibweise beibehalten.

## Geschichte
Lessard gehörte zu einer Baronnie der Familie Montaigu, die sie 1490 an die Saulx-Tavannes verkauften. Durch die Heirat von Françoise de Saulx ging das Lehen an die Familie Montrevel über und landete schließlich im Besitz der Jordets. Bereits im 13. Jahrhundert sei mit dem Bau einer Burg begonnen worden, die Claude Courtepée beschreibt als Burg mit Türmen, Zinnen und Gräben. 1835 wurde das Schloss umgebaut, heute sind noch zwei der vier Türme sichtbar.
Es bestand eine alte Holzkirche, die der Heiligen Jungfrau geweiht war. Sie wurde, zusammen mit einer Kapelle in Tronchy, abgerissen und aus dem Erlös 1823 eine neue Kirche erbaut, geweiht Mariä Himmelfahrt. Wegen des Einsturzes des Glockenturms wird 1840 ein Teil des Kirchenschiffes wieder aufgebaut.
Eine Familie Mathey macht ein Vermögen mit dem Betrieb eines Kabaretts und der Relaisstation zwischen Chalon und Bellevesvre, das zum Hôtel du Soleil d’or und später zum heutigen Restaurant wurde. 1856 verkaufte die Familie das Stammhaus an die Gemeinde, die darin eine Schule errichtete.
1818 wird erstmals ein Lehrer erwähnt, 1856 baut die Gemeinde das Haus der Familie Mathey in eine Schule um und 1875 erwirbt sie die kirchlichen Gebäude neben der Kirche, um den Dorfplatz zu vergrößern. Aus Dankbarkeit dafür, dass sie während des Krieges von feindlichen Übergriffen verschont blieben, errichteten die Einwohner von Lessard, Thurey, Tronchy und Vérissey 1950 in les Libaux eine Mariengrotte.

## Bevölkerung
| Lessard-en-Bresse: Einwohnerzahlen von 1793 bis 2020 | Lessard-en-Bresse: Einwohnerzahlen von 1793 bis 2020 | Lessard-en-Bresse: Einwohnerzahlen von 1793 bis 2020 | Lessard-en-Bresse: Einwohnerzahlen von 1793 bis 2020 | Lessard-en-Bresse: Einwohnerzahlen von 1793 bis 2020 |
| --- | ---------------------------------------------------- | ---------------------------------------------------- | ---------------------------------------------------- | ---------------------------------------------------- |
| Jahr |                                                      |                                                      |                                                      | Einwohner                                            |
| 1793 | 1793                                                 |                                                      | 417                                                  | 417                                                  |
| 1800 | 1800                                                 |                                                      | 392                                                  | 392                                                  |
| 1806 | 1806                                                 |                                                      | 412                                                  | 412                                                  |
| 1821 | 1821                                                 |                                                      | 534                                                  | 534                                                  |
| 1831 | 1831                                                 |                                                      | 562                                                  | 562                                                  |
| 1836 | 1836                                                 |                                                      | 560                                                  | 560                                                  |
| 1841 | 1841                                                 |                                                      | 554                                                  | 554                                                  |
| 1846 | 1846                                                 |                                                      | 574                                                  | 574                                                  |
| 1851 | 1851                                                 |                                                      | 627                                                  | 627                                                  |
| 1856 | 1856                                                 |                                                      | 608                                                  | 608                                                  |
| 1861 | 1861                                                 |                                                      | 636                                                  | 636                                                  |
| 1866 | 1866                                                 |                                                      | 651                                                  | 651                                                  |
| 1872 | 1872                                                 |                                                      | 689                                                  | 689                                                  |
| 1876 | 1876                                                 |                                                      | 707                                                  | 707                                                  |
| 1881 | 1881                                                 |                                                      | 697                                                  | 697                                                  |
| 1886 | 1886                                                 |                                                      | 671                                                  | 671                                                  |
| 1891 | 1891                                                 |                                                      | 660                                                  | 660                                                  |
| 1896 | 1896                                                 |                                                      | 640                                                  | 640                                                  |
| 1901 | 1901                                                 |                                                      | 649                                                  | 649                                                  |
| 1906 | 1906                                                 |                                                      | 710                                                  | 710                                                  |
| 1911 | 1911                                                 |                                                      | 668                                                  | 668                                                  |
| 1921 | 1921                                                 |                                                      | 630                                                  | 630                                                  |
| 1926 | 1926                                                 |                                                      | 593                                                  | 593                                                  |
| 1931 | 1931                                                 |                                                      | 579                                                  | 579                                                  |
| 1936 | 1936                                                 |                                                      | 534                                                  | 534                                                  |
| 1946 | 1946                                                 |                                                      | 503                                                  | 503                                                  |
| 1954 | 1954                                                 |                                                      | 488                                                  | 488                                                  |
| 1962 | 1962                                                 |                                                      | 497                                                  | 497                                                  |
| 1968 | 1968                                                 |                                                      | 450                                                  | 450                                                  |
| 1975 | 1975                                                 |                                                      | 390                                                  | 390                                                  |
| 1982 | 1982                                                 |                                                      | 385                                                  | 385                                                  |
| 1990 | 1990                                                 |                                                      | 392                                                  | 392                                                  |
| 1999 | 1999                                                 |                                                      | 425                                                  | 425                                                  |
| 2006 | 2006                                                 |                                                      | 480                                                  | 480                                                  |
| 2009 | 2009                                                 |                                                      | 517                                                  | 517                                                  |
| 2014 | 2014                                                 |                                                      | 563                                                  | 563                                                  |
| 2020 | 2020                                                 |                                                      | 547                                                  | 547                                                  |
| Quelle(n): EHESS/Cassini bis 2006, ab 2009 INSEE Anmerkung(en): • Ab 1962 offizielle Zahlen ohne Einwohner mit Zweitwohnsitz • Höchste Einwohnerzahl 1906 mit 710, tiefste Einwohnerzahl 1982 mit 385 (54,2 % vom Maximum) |                                                      |                                                      |                                                      |                                                      |

| Bevölkerungsstruktur | Anzahl Einwohner | männlich | weiblich | davon Ausländer | Anteil % |
| -------------------- | ---------------- | -------- | -------- | --------------- | -------- |
|                      | 554              | 289      | 265      | 7               | 1,3      |

| Männer | Alterstufe | Frauen |
| ------ | ---------- | ------ |
| 1      | 90 + älter | 1      |
| 15     | 75–89      | 17     |
| 48     | 60–74      | 50     |
| 59     | 45–59      | 55     |
| 56     | 30–44      | 60     |
| 50     | 15–29      | 31     |
| 59     | 0–14       | 51     |

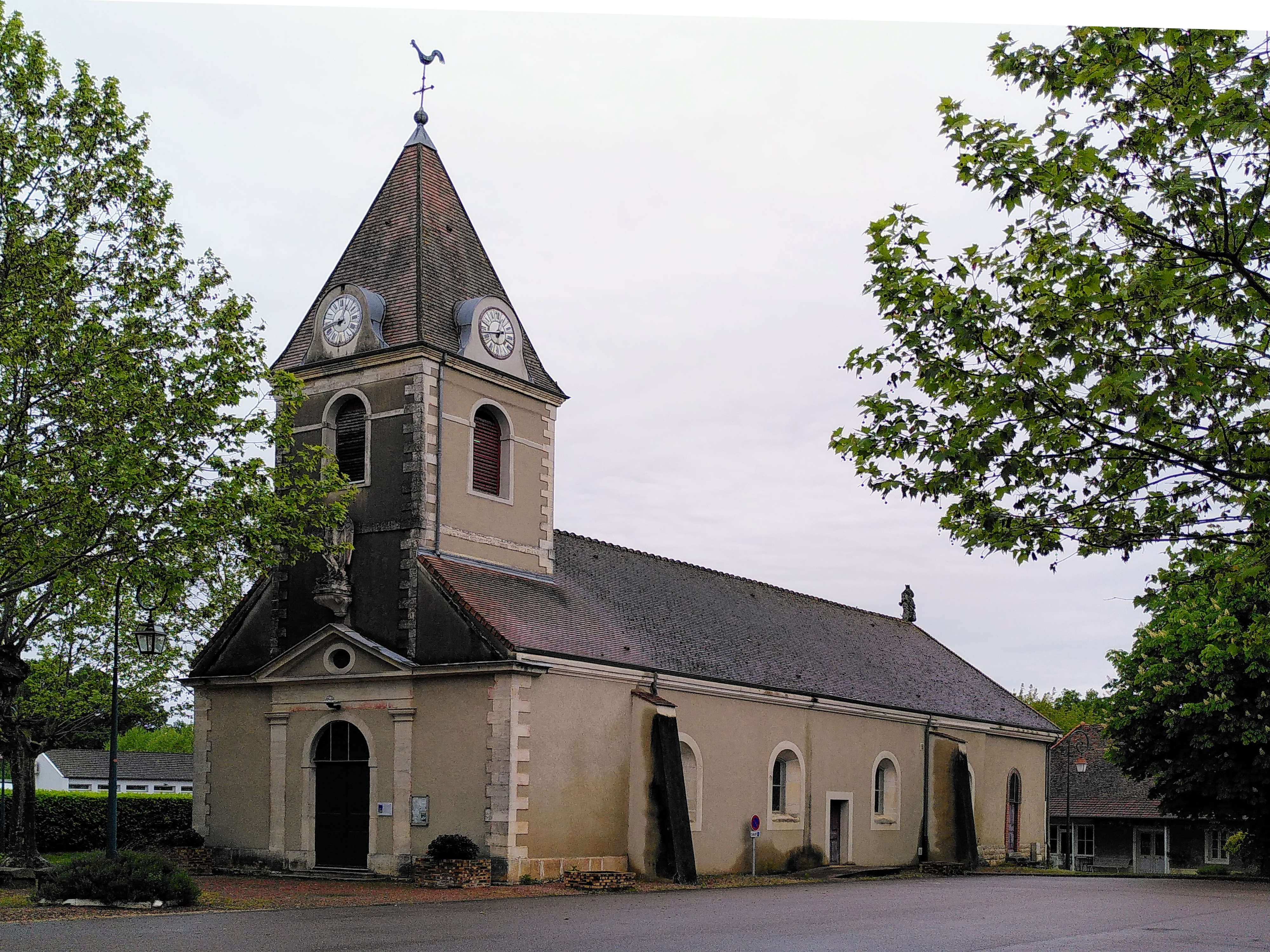
Kirche Notre-Dame-de-l’Assomption in Lessard-en-Bresse

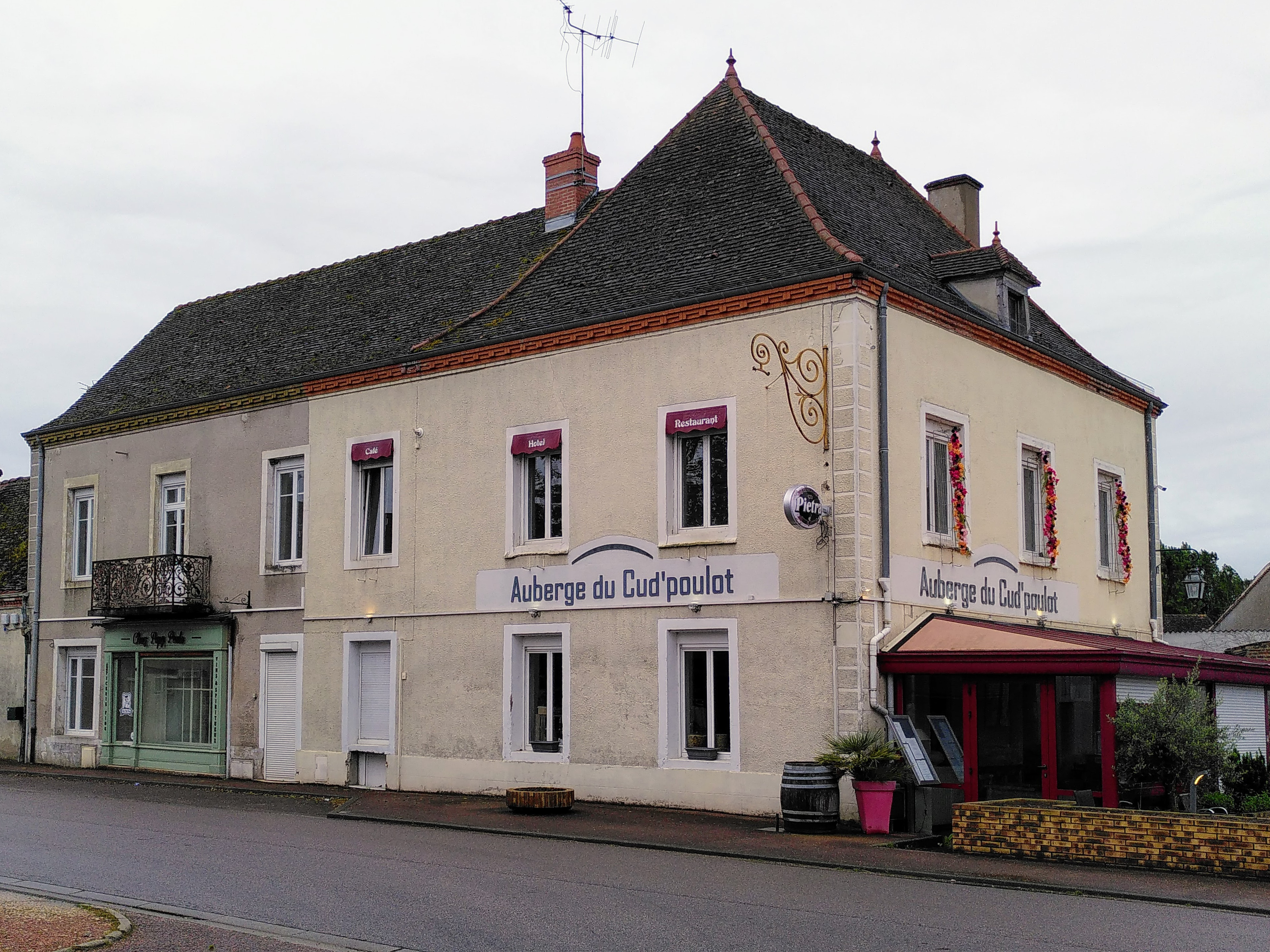
Gasthaus Cud’poulot in Lessard-en-Bresse. Der seltsame Name heißt Französisch cul du poulot, wörtlich übersetzt Hühnerarsch, im Bressanischen bedeutet dieser Ausdruck Kartoffel.

Die Bevölkerungsstruktur zwischen Männern und Frauen weist einen Überhang zugunsten der Männer auf, die 52 % der Bevölkerung ausmachen, wobei 55 % der Bevölkerung jünger als 45 Jahre sind. Die Gruppe der unter 15-Jährigen macht gar 20 % der Gesamtbevölkerung aus. Demgegenüber sind 24 % der Einwohner älter als 60 Jahre und damit im Rentenalter. Diese Struktur dürfte auf die Tatsache zurückzuführen sein, dass seit 1999 dank einer regen Bautätigkeit die Wohneinheiten um 29 % zugenommen haben. Dadurch dürfte ein starker Zuzug von jungen Familien mit Kindern erfolgt sein.
| Wohnstruktur               | Anzahl Wohneinheiten | davon Häuser | Wohnungen | sonstige |
| -------------------------- | -------------------- | ------------ | --------- | -------- |
|                            | 268                  | 243          | 24        | 1        |
| davon Hauptwohnsitz        | 231                  |              |           |          |
| Zweit- oder Ferienwohnsitz | 23                   |              |           |          |
| vakant                     | 14                   |              |           |          |

## Wirtschaft und Infrastruktur

### Unternehmen, Betriebe, Ladengeschäfte und Einrichtungen
In der Gemeinde befinden sich nebst der Mairie und Kirche folgende Unternehmen nach Branchen:
| Branche                                                           | Anzahl Betriebe |
| ----------------------------------------------------------------- | --------------- |
| Industrie und verarbeitendes Gewerbe                              | 5               |
| Baugewerbe                                                        | 5               |
| Groß- und Einzelhandel, Verkehr, Beherbergung und Gastronomie     | 12              |
| Information und Kommunikation                                     | 3               |
| Finanz- und Versicherungsdienstleistungen                         |                 |
| Grundstücks- und Wohnungswesen                                    |                 |
| Freiberufliche, wissenschaftliche und technische Dienstleistungen | 2               |
| Öffentliche Verwaltung, Unterricht, Gesundheits- und Sozialwesen  | 2               |
| Sonstige Dienstleistungen                                         | 3               |
| Land- und Forstwirtschaftsbetriebe                                | 7               |

In der Gemeinde befinden sich eine Bäckerei, ein Blumenladen, zwei Coiffeursalons und eine Autogarage, ferner eine Schreinerei/Zimmerei, ein Elektriker, ein Maler/Gipser und ein Installateur. Im Ort befindet sich ein Fußball- und ein Pétanqueplatz, eine Turn- und Sporthalle, ein Restaurant und eine Post. Mit den Gütern des täglichen Bedarfs versorgen sich die Einwohner weitgehend in Saint-Martin-en-Bresse.

### Geschützte Produkte in der Gemeinde
Als AOC-Produkte sind in Lessard-en-Bresse Volaille de Bresse und Dinde de Bresse zugelassen, ferner Crème et beurre de Bresse.

### Bildungseinrichtungen
In der Gemeinde besteht eine École maternelle, die der Académie de Dijon untersteht und von 44 Schülern besucht wird. Für die Schule gilt der Ferienplan der Zone A.

## Sehenswürdigkeiten
- Kirche Notre-Dame-de-l'Assomption
- Schloss Lessard-en-Bresse